# Kurt-Olov Ormegard
Kurt-Olov Ormegard (även Curt(-Olof)), född 5 augusti 1921 i Spånga församling, död 26 december 1989, var en svensk jurist som var lagman i Åmåls tingsrätt från 1974 till 1981.
Ormegard utnämndes den 17 december 1954 till rådman i Gävle rådhusrätt. Han förordnades att inneha ett långtidsvikariat som häradshövding i Gästriklands västra domsaga från 1 januari 1969. Han var lagman i Åmåls tingsrätt från 1974.